# Claude Cloutier
Pour les articles homonymes, voir Cloutier.
Claude Cloutier est un illustrateur, bédéiste et cinéaste d'animation québécois né en 1957 à Montréal (Canada).

## Biographie

### Bédéiste
Graphiste de formation, il publie ses premières bandes dessinées dès 1981, dans le magazine humoristique Croc. La légende des Jean-Guy  remporte un succès immédiat et propulse Cloutier à l'avant-scène de la bande dessinée québécoise, alors que son humour absurde aux accents existentialistes est célébré. C'est aussi dans Croc que Cloutier publie les planches de Nevada Allaire, tandis qu'il publiera Gilles la Jungle dans le magazine de bandes-dessinées Titanic. Devenu rapidement un classique de la bande dessinée humoristique, La légende des Jean-Guy sera publiée sous forme d'album en 1995 et fera l'objet d'une nouvelle édition en 2015. L'album Gilles la Jungle contre Méchant-Man sera quant à lui publié en 1989 et fera l'objet d'une édition augmentée d'une seconde aventure, sous le titre Gilles la Jungle, en 2014,.

### Cinéaste d'animation
En 1986, Cloutier est embauché par l'Office national du film du Canada pour y réaliser une adaptation animée de La légende des Jean-Guy. Intitulé Le colporteur, ce court métrage est terminé en 1988 et est sélectionné en compétition au Festival de Cannes. Pour Cloutier, il s'agit de la concrétisation d'un rêve de jeunesse, sa décision de devenir graphiste puis illustrateur ayant été motivée par l'espoir de devenir un jour cinéaste d'animation.
Il est ensuite l'un des animateurs de l'ambitieux film didactique Les miroirs du temps (1990), réalisé par Jean-Jacques Leduc, puis collabore à Voir le monde (1992) de Francine Desbiens, court-métrage réalisé dans le cadre de la collection Droits au cœur, une série de films de l'ONF portant sur la déclaration de l'ONU sur les droits de l'enfant. C'est pour cette collection qu'il entreprend la réalisation de son second film, Overdose (1994). Il enchaîne en réalisant cinq épisodes de la série ludo-éducative Une minute de science svp!
L'année 2000 marque la sortie de son troisième film personnel, Du big bang à mardi matin, dans lequel il pose un regard amusé sur l'évolution des espèces. Son film suivant, Isabelle au bois dormant est une transposition humoristique de La Belle au bois dormant faisant preuve d'un esprit proche de celui des Monty Python. Le film est accueilli chaleureusement et remporte de nombreux prix Canadiens et internationaux, y compris un Genie Award et le Prix Jutra. Le critique québécois Marco de Blois fait remarquer que le cinéaste y retrouve la verve de ses bandes dessinées et qu'il s'agit de son meilleur film.
Le cinéaste enchaîne avec un film au registre différent: La tranchée (2010) est une œuvre au ton dramatique, pour laquelle Cloutier utilise pour la première fois la rotoscopie. Le film s'inspire d'archives de l'époque pour évoquer la mémoire des combattants de la Première Guerre mondiale. Il utilise un style graphique similaire pour réaliser Interférence, dans le cadre de la série Libérez Jafar Panahi.
En 2015, il termine Auto Portraits (en), satire grinçante d'une civilisation soumise au paradigme pétrolier. Ce film, dont le style évoque la grande époque des comédies musicales hollywoodiennes, figure dans la Courte liste de présélection aux Oscars,. Le film reçoit aussi le Prix Guy-L.-Coté remis au meilleur film d'animation canadien aux Sommets du cinéma d'animation de Montréal,.
Sorti en 2021, Mauvaises herbes est notamment sélectionné en compétition officielle au festival d'Annecy. Racontant la rivalité entre deux plantes carnivores protéiformes, le film permet au cinéaste d'aborder de nouveau un sujet lié aux questions écologiques, six ans après Auto Portraits. D'ailleurs, comme c'était déjà le cas avec le film précédent de Cloutier, Mauvaises Herbes se retrouve dans la Courte liste de présélection aux Oscars.

### Illustrateur
Entre 1996 et 2004, il illustre les dix premiers livres de la série Les Mésaventures du roi Léon de Jacques Davidts. 
En 2009, il signe l'affiche des Sommets du cinéma d'animation et en 2010 celle des Rencontres internationales du cinéma d'animation de Wissembourg (Alsace, France). 
Il est illustrateur invité du numéro 145 de la revue 24 images (décembre 2009-janvier 2010) consacré à Clint Eastwood. 

## Anecdotes
À l'été 2015, Cloutier effectue une résidence publique de deux semaines dans le cadre de l'exposition « Image X Image » du Musée de la civilisation dans la Ville de Québec. Les visiteurs de l'exposition peuvent alors le regarder travailler aux dessins de son prochain film.
Cloutier explique que sa technique d'animation consiste à travailler d'abord avec du papier et de l'encre: « je dessine sur du papier avec un pinceau, de l'encre et de l'eau, créant ainsi les nuances et les demi-tons. Après cela, la colore est effectuée par ordinateur. J'aime dessiner sur le papier. Je suis de la vieille école ».

## Filmographie
1988: Le colporteur
1994: Overdose
1998: La force de l'eau (dans la série Une minute de science svp!)
1998: La roue contre la friction (dans la série Une minute de science svp!)
1999: La glace glisse (dans la série Une minute de science svp!)
1999: Le monde merveilleux de la couleur (dans la série Une minute de science svp!)
2000: Le moteur à explosion (dans la série Une minute de science svp!)
2000: Du big bang à mardi matin
2007: Isabelle au bois dormant
2010: La tranchée
2014: Interférence (dans la série Libérez Jafar Panahi)
2015: Auto Portraits
2021: Mauvaises herbes